# Alicia Casals Gelpí
Alícia Casals Gelpí (Barcelona, 27 de enero de 1955) es una ingeniera industrial e informática catalana, catedrática en la Universidad Politécnica de Cataluña.

## Biografía
En 1977 se licenció en ingeniería industrial en la Universidad Politécnica de Cataluña (UPC), en 1983, se doctoró en Informática. En 1978 empezó a trabajar como profesora en la UPC, y desde 1991 es catedrática de arquitectura y tecnología de computadores del Departamento de Ingeniería de Sistemas, Automática e Informática de la Facultad de Informática de la UPC.
Ha trabajado en el área de robótica inteligente con aplicaciones médicas como directora del programa de Robótica del Instituto de Bioingenieria de Cataluña y ha desarrollado proyectos y prototipos de sistemas robotizados de ayuda a discapacitados y  intervenciones quirúrgicas, como el HYPER. Es vicepresidenta de la Sección de Ciencias y Tecnología del Instituto de Estudios Catalanes (2015-2018) y desde 2019 presidenta de la Sección. Ha presidido varios congresos de robótica experimental en 1997 y en 2005 (IEEE International Conference Robotics and Automation). Es la Vicepresidenta de la Institute of Electrical and Electronics Engineers Robotics and Automation Society (2008-2009), y  presidenta del Technical Committee on Biorobotics de la IEEE Engineering in Medicine and Biology Society (2016-2017).
Es cofundadora de ROB SURGICAL SISTEMS, spin-off de la UPC y del IBEC para el desarrollo de un sistema robótico para la cirugía laparoscópica (2012), y cofundadora de Surgitrainer, para el desarrollo de entrenadores quirúrgicos, también spin-off UPC-IBEC (2015).  
Ha realizado numerosos inventos y escritos libros. En 1987 recibió el premio al Invento más Social de ''Mundo Electrónico'', en 1992 el premio Internacional de Tecnología Barcelona'92, en 1996 el Premio Ciutat de Barcelona de Trcnología y en 1998 el Premio Narcís Monturiol al mérito científico y tecnológico de la Generalidad de Cataluña. 